# Dionigi Superti
Dionigi Superti (Napoli, 1902 – Madrid, 24 ottobre 1968) è stato un partigiano italiano.
Direttore dei lavori di disboscamento in Val Grande per l'Industria Boschiva Alta Italia (IBAI), fu protagonista della Resistenza partigiana nella zona dell'Ossola.
Fu il comandante della formazione "Valdossola" (di cui fece parte la medaglia d'oro Sergio Serafini), formatasi verso la fine del 1943 ed inizialmente costituita da boscaioli alle sue dipendenze. Ha contribuito alla nascita della Repubblica dell'Ossola: Superti, insieme fra gli altri ad Alfredo Di Dio e al colonnello Attilio Moneta, fu uno degli ideatori del piano per la liberazione della val d'Ossola. Con Ettore Tibaldi pianificò la costituzione di una giunta provvisoria per l'amministrazione della Zona liberata. In seguito alla riconquista nazifascista del territorio insorto, ripiegò in Svizzera dove fu internato. Rientrò in Italia pochi giorni prima del 25 aprile 1945.